# 149
Évszázadok: 1. század – 2. század – 3. század
Évtizedek: 90-es évek – 100-as évek – 110-es évek – 120-as évek – 130-as évek – 140-es évek – 150-es évek – 160-as évek – 170-es évek – 180-as évek – 190-es évek
Évek: 144 – 145 – 146 – 147 –  148 – 149 – 150 – 151 – 152 – 153 – 154

## Események

### Római Birodalom
- Lucius Sergius Salvidienus Scipio Orfitust (helyettese júliustól Q. Passienus Licinus) és Q. Pompeius Sosius Priscust (helyettese C. Julius Avitus) választják consulnak.
- Marcus Aureliusnak és Faustinának ikerfiai születnek, de mindketten csecsemőkorukban meghalnak.
- Augusta Treverorumban (ma Trier) megkezdik a Borbála fürdő építését.

## Születések
- Csúai, japán császár

## Fordítás
- Ez a szócikk részben vagy egészben  a(z)   149 című német Wikipédia-szócikk ezen változatának fordításán alapul.  Az eredeti cikk szerkesztőit annak laptörténete sorolja fel. Ez a jelzés csupán a megfogalmazás eredetét és a szerzői jogokat jelzi, nem szolgál a cikkben szereplő információk forrásmegjelöléseként.